# ترکیب تابع

شکل(9) نمودار ترکیب دو تابع

در ریاضیات، ترکیب تابع یک نگاشت نقطه به نقطه از یک تابع به تابعی دیگر است برای تولید تابعی سوم. برای مثال دو تابع g : X → Y  و تابع f : Y → Z می‌توانند ترکیب شوند و حاصل تابعی خواهد بود که مقدار x در X را به مقدار f(g(x)) در Z نگاشت می‌کند. به‌طور شهودی، اگر z حاصل تابع f از y باشد و y حاصل تابع g از x باشد، بنابراین z حاصل تابعی از x است.
تابع حاصل که به صورت f ∘ g : X → Z نماد می‌شود -که در بسیاری از منابع شامل این مقاله به صورت f ∘ g : X → Y نیز نوشته می‌شود- برای تمام xهای عضو X به صورت (f ∘ g )(x) = f(g(x)) تعریف می‌شود. نماد f ∘ g به صورت‌های "f در دایره f"، "g دور g"، "ترکیب g با g"، "f بعد از g"، "f به دنبال f" و "g ی f" و "g اُ    f"نیز خوانده می‌شود.

مشتق ترکیب توابع مشتق پذیر از طریق قاعده زنجیره ای بدست می‌آید. مشتق‌های مراتب بالاتر از چنین توابعی از رابطهٔ فادی برونو به دست می آیند.

ترکیب دو تابع حقیقی. تابع قدر مطلق و تابع درجه سه. که در ترتیب‌های متفاوت، نشان دهنده ی عدم خاصیت جابه‌جایی‌اند.

## خواص
- شرکت‌پذیری

ترکیب تابع همیشه شرکت پذیر است. به این معنا که اگر g، f و h سه تابع با دامنه و برد مناسب باشند، در اینصورت f ∘ (g ∘ h) = (f ∘ g) ∘ h، که در اینجا پرانتز به این معناست که عمل ترکیب ابتدا بر روی دو تابع داخل پرانتز صورت می‌گیرد. بنابراین چون محل قرارگیری پرانتزها در حاصل نهایی ترکیب تأثیری ندارد، می‌توان آن‌ها را بدون پیش آمد هیچ ابهامی حذف کرد.
- خاصیت جابه‌جایی

گفته می‌شود دو تابع f و g با یکدیگر خاصیت جابه‌جایی دارند اگر g ∘ f = f ∘ g. در کل، ترکیب توابع تعویض پذیر نخواهند بود. تعویض‌پذیری یک خاصیت ویژه است که توابع مخصوصی دارای آن می‌باشند و در موقعیت‌های خاص اتفاق می افتد. برای مثال،  |x| + 3 = |x + 3|  فقط زمانی صادق است که x ≥ 0 .

## مثال
به عنوان مثال فرض کنید ارتفاع یک هواپیما در زمان t توسط تابع h(t) تعیین می‌شود، و تراکم اکسیژن درون هواپیما در ارتفاع x توسط تابع c(x) تعیین می‌شود. بنابراین تابع ((c ∘ h)(t) میزان تراکم اکسیژن درون هواپیما در زمان t را تعریف می‌کند.

## به توان رسیدن توابع
مقاله اصلی: تابع مکرر

اگر {\displaystyle Y\subseteq X}، تابع {\displaystyle f\colon X\rightarrow Y} می‌تواند با خودش ترکیب شود. این ترکیب در بعضی مواقع با f 2  نشان داده می‌شود. بنابراین:
{\displaystyle (f\circ f)(x)=f(f(x))=f^{2}(x)}
{\displaystyle (f\circ f\circ f)(x)=f(f(f(x)))=f^{3}(x)}
ترکیب بیش از یک بار یک تابع با خودش، تابع مکرر نامیده می‌شود.
خواص ترکیب تابع:
- {\displaystyle f\circ f^{n}=f^{n}\circ f=f^{n+1}} برای n‌های طبیعی
- بنابر تعریف: {\displaystyle f^{0}=id_{D(f)}} (تابع همانی در دامنهٔ f)
- اگر تابع {\displaystyle f\colon X\rightarrow X}، تابع وارون داشته باشد، توان‌های منفی تابع {\displaystyle f^{-k}\,} {\displaystyle (k>0)}، به صورت توان تابع وارون {\displaystyle f} تعریف می‌شوند.

نکته: اگر تابع f مقادیر خود را در یک حلقه بگیرد (به خصوص برای f‌های حقیقی یا مختلط)، ممکن است اشتباه پیش آید، چرا که f n به معنای ضرب n بار f در خودش نیز می‌باشد. (مثال f 2(x) = f(x) · f(x) )
برای توابع مثلثاتی، معمولاً دومی مد نظر است (حداقل برای توان‌های مثبت) . برای مثال در مثلثات، نماد اندیس بالایی وقتی برای توابع مثلثاتی به کار می‌رود به معنای به توان رسیدن معمولی است، مثلا: sin2(x) = sin(x) · sin(x). در عین حال برای توان‌های منفی (به خصوص −1) معمولاً به وارون تابع اشاره می‌کند. مثلا: tan−1 = arctan (≠ 1/tan). 
در بعضی مواقع، یک عبارت برای f از g(x) = f r(x) می‌توان  به دست آورد اگر مقادیر r غیر صحیح باشند. این مضمون  مکرر کسری نام دارد. برای مثال مکرر تابع f تابعی مانند g است که در رابطهٔ g(g(x)) = f(x) صدق کند. در مثالی دیگر، اگر f تابع جانشین باشد، f r(x) = x + r . 
این ایده می‌تواند به این صورت عمومی‌سازی شود که شمارش مکررسازی یک پارامتر مداوم شود. این سیستم یک جریان نام دارد، که توسط راه حل‌های معادله ی شرودر مشخص می‌شود.
توابع مکرر و جریان‌ها به‌طور معمول در مطالعهٔ فراکتال‌ها و سیستم‌های دینامیک ظاهر می‌شوند.

## تکوارهای ترکیب
مقاله اصلی: تکوارهای دگرگونی

فرض کنیم f: X → X, g: X → X دو تابع با دامنه و برد برابر باشند. می‌توان رشته‌های بلند و بالقوه پیچیده‌ای از ترکیب این دو تابع تولید کرد، مثل f ∘ f ∘ g ∘ f. چنین رشته‌هایی ساختمان جبری یک تکوار را دارا می‌باشند، و یک تکوار دگرگونی نامیده می‌شوند. در کل، تکوارهای ترکیب، می‌توانند دارای ساختمان‌های بسیار پیچیده  باشند. یک مثال خاص در این مورد منحنی درام است. مجموعهٔ تمام توابع f: X → X، یک نیم گروه کامل دگرگونی بر روی X نامیده می‌شود. 
اگر توابع دوسو باشند، مجموعهٔ تمام ترکیب‌های ممکن از این توابع، تشکیل یک گروه دگرگونی می‌دهند؛ و گفته می‌شود که این گروه از این توابع به دست آمده‌است.
مجموعهٔ تمام توابع دوسوی f: X → X، یک گروه نسبت به عملگر ترکیب می‌سازد که گروه متقارن یا گاهی گروه ترکیب نامیده می‌شود. 

## نماد گذاری‌های جایگزین
- بسیاری از ریاضیدانان نماد ترکیب را حذف می‌کنند، و به جای g ∘ f، می نویسند gf.
- در اواسط قرن بیستم، بعضی از ریاضی دانان تصمیم گرفتند که نوشتن "g ∘ f " به این معنا که ابتدا f اعمال شود و سپس g، زیادی گیج‌کننده است. آن‌ها "xf " را به جای "f(x)" و "(xf )g" را به جای "g(f(x))" می‌نوشتند. این کار می‌تواند در بعضی موارد طبیعی تر و ساده‌تر از نوشتن تابع در سمت چپ به نظر برسد – مثلاً در جبر خطی، وقتی x یک بردار خطی باشد، و f و g دو ماتریس باشند و ترکیب آن‌ها به معنای ضرب ماتریسی باشد. این نمادگذاری جایگزین، نمادگذاری پسوند نام دارد. ترتیب در اینجا اهمیت دارد زیرا ضرب ماتریس‌ها جا به جایی پذیر نیست.
- ریاضیدانانی که از نمادگذاری پسوند استفاده می‌کنند، ممکن است از عبارت "fg" به معنای "اول f را اعمال کن و سپس g" استفاده کنند که باعث به وجود آمدن ابهام می‌شود. دانشمندان علوم کامپیوتر برای رفع این ابهام از عبارت "f;g" بهره می‌گیرند.

## عملگر ترکیب
مقاله اصلی: عملگر ترکیب

با استفاده از تابع g، عملگر ترکیب Cg به صورت عملگری تعریف می‌شود که توابع را به هم مربوط می‌کند.
{\displaystyle C_{g}f=f\circ g.}
عملگرهای ترکیب در رشتهٔ نظریه عملگرها مطالعه می‌شوند.

## عمومی سازی‌ها
ساختمان ترکیب تابع در نظریه رده ها و با مفهوم مورفیزم، به عنوان جایگزین رده ای-تئوری توابع، اصل‌گذاری شده‌است.

ترکیب برای توابع چند متغیره نیز امکان‌پذیر است. تابع به دست آمده هنگامی که g جایگزین متغیر xi از تابع f می‌شود، یک ترکیب f و g نامیده می‌شود و به صورت f |xi = g نمادگذاری می‌شود.

{\displaystyle f|_{x_{i}=g}=f(x_{1},\ldots ,x_{i-1},g(x_{1},x_{2},\ldots ,x_{n}),x_{i+1},\ldots ,x_{n}).}
هنگامی که g یک ثابت سادهٔ b باشد، ترکیب به صورت یک ارزه (ی ناقص) در می‌آید، که نتیجهٔ آن به عنوان یک محدودیت یا یک عامل کمکی شناخته شده‌است.

{\displaystyle f|_{x_{i}=b}=f(x_{1},\ldots ,x_{i-1},b,x_{i+1},\ldots ,x_{n}).}
| عملیات دوتایی | عملیات دوتایی                             | عملیات دوتایی | عملیات دوتایی | عملیات دوتایی                                                                                    |
| --- | ----------------------------------------- | --- | --- | ------------------------------------------------------------------------------------------------ |
| عددی | تابعی                                     | مجموعه‌ای | ساختاری | ساختاری                                                                                          |
| مقدماتی + جمع – تفریق × ضرب ÷ تقسیم ^ توان حسابی div خارج قسمت اقلیدسی mod باقی‌مانده اقلیدسی ∧ بزرگ‌ترین مقسوم‌علیه مشترک ∨ کوچک‌ترین مضرب مشترک ترکیباتی () ضریب دوجمله‌ای P جایگشت C ترکیب | ∘ ترکیب ∗ کانولوشن                        | جبر مجموعه‌ها ∪ اجتماع \ متمم نسبی ∩ اشتراک Δ تفاضل متقارن ترتیب کلی min کمینه max بیشینه توری‌ها ∧ کرانه تحتانی ∨ کرانه فوقانی | مجموعه‌ها × ضرب دکارتی ⊔ اجتماع منفصل ^ توان مجموعه‌ای گروه‌ها ⊕ حاصل‌جمع مستقیم ∗ حاصل‌ضرب آزاد ≀ produit en couronne مدول‌ها ⊗ ضرب تانسوری Hom هومومورفیزم Tor پیچش Ext extensions | درخت‌ها ∨ enracinement واریته‌های متصل # جمع متصل فضاهای نقطه‌دار ∨ bouquet ∧ smash produit ∗ joint |
| مقدماتی + جمع – تفریق × ضرب ÷ تقسیم ^ توان حسابی div خارج قسمت اقلیدسی mod باقی‌مانده اقلیدسی ∧ بزرگ‌ترین مقسوم‌علیه مشترک ∨ کوچک‌ترین مضرب مشترک ترکیباتی () ضریب دوجمله‌ای P جایگشت C ترکیب | بُرداری                                    | جبر مجموعه‌ها ∪ اجتماع \ متمم نسبی ∩ اشتراک Δ تفاضل متقارن ترتیب کلی min کمینه max بیشینه توری‌ها ∧ کرانه تحتانی ∨ کرانه فوقانی | مجموعه‌ها × ضرب دکارتی ⊔ اجتماع منفصل ^ توان مجموعه‌ای گروه‌ها ⊕ حاصل‌جمع مستقیم ∗ حاصل‌ضرب آزاد ≀ produit en couronne مدول‌ها ⊗ ضرب تانسوری Hom هومومورفیزم Tor پیچش Ext extensions | درخت‌ها ∨ enracinement واریته‌های متصل # جمع متصل فضاهای نقطه‌دار ∨ bouquet ∧ smash produit ∗ joint |
| مقدماتی + جمع – تفریق × ضرب ÷ تقسیم ^ توان حسابی div خارج قسمت اقلیدسی mod باقی‌مانده اقلیدسی ∧ بزرگ‌ترین مقسوم‌علیه مشترک ∨ کوچک‌ترین مضرب مشترک ترکیباتی () ضریب دوجمله‌ای P جایگشت C ترکیب | (.) ضرب اسکالر ∧ ضرب برداری               | جبر مجموعه‌ها ∪ اجتماع \ متمم نسبی ∩ اشتراک Δ تفاضل متقارن ترتیب کلی min کمینه max بیشینه توری‌ها ∧ کرانه تحتانی ∨ کرانه فوقانی | مجموعه‌ها × ضرب دکارتی ⊔ اجتماع منفصل ^ توان مجموعه‌ای گروه‌ها ⊕ حاصل‌جمع مستقیم ∗ حاصل‌ضرب آزاد ≀ produit en couronne مدول‌ها ⊗ ضرب تانسوری Hom هومومورفیزم Tor پیچش Ext extensions | درخت‌ها ∨ enracinement واریته‌های متصل # جمع متصل فضاهای نقطه‌دار ∨ bouquet ∧ smash produit ∗ joint |
| مقدماتی + جمع – تفریق × ضرب ÷ تقسیم ^ توان حسابی div خارج قسمت اقلیدسی mod باقی‌مانده اقلیدسی ∧ بزرگ‌ترین مقسوم‌علیه مشترک ∨ کوچک‌ترین مضرب مشترک ترکیباتی () ضریب دوجمله‌ای P جایگشت C ترکیب | جبری                                      | جبر مجموعه‌ها ∪ اجتماع \ متمم نسبی ∩ اشتراک Δ تفاضل متقارن ترتیب کلی min کمینه max بیشینه توری‌ها ∧ کرانه تحتانی ∨ کرانه فوقانی | مجموعه‌ها × ضرب دکارتی ⊔ اجتماع منفصل ^ توان مجموعه‌ای گروه‌ها ⊕ حاصل‌جمع مستقیم ∗ حاصل‌ضرب آزاد ≀ produit en couronne مدول‌ها ⊗ ضرب تانسوری Hom هومومورفیزم Tor پیچش Ext extensions | درخت‌ها ∨ enracinement واریته‌های متصل # جمع متصل فضاهای نقطه‌دار ∨ bouquet ∧ smash produit ∗ joint |
| مقدماتی + جمع – تفریق × ضرب ÷ تقسیم ^ توان حسابی div خارج قسمت اقلیدسی mod باقی‌مانده اقلیدسی ∧ بزرگ‌ترین مقسوم‌علیه مشترک ∨ کوچک‌ترین مضرب مشترک ترکیباتی () ضریب دوجمله‌ای P جایگشت C ترکیب | [,] کروشه لی {,} کروشه پواسون ∧ ضرب خارجی | جبر مجموعه‌ها ∪ اجتماع \ متمم نسبی ∩ اشتراک Δ تفاضل متقارن ترتیب کلی min کمینه max بیشینه توری‌ها ∧ کرانه تحتانی ∨ کرانه فوقانی | مجموعه‌ها × ضرب دکارتی ⊔ اجتماع منفصل ^ توان مجموعه‌ای گروه‌ها ⊕ حاصل‌جمع مستقیم ∗ حاصل‌ضرب آزاد ≀ produit en couronne مدول‌ها ⊗ ضرب تانسوری Hom هومومورفیزم Tor پیچش Ext extensions | درخت‌ها ∨ enracinement واریته‌های متصل # جمع متصل فضاهای نقطه‌دار ∨ bouquet ∧ smash produit ∗ joint |
| مقدماتی + جمع – تفریق × ضرب ÷ تقسیم ^ توان حسابی div خارج قسمت اقلیدسی mod باقی‌مانده اقلیدسی ∧ بزرگ‌ترین مقسوم‌علیه مشترک ∨ کوچک‌ترین مضرب مشترک ترکیباتی () ضریب دوجمله‌ای P جایگشت C ترکیب | هومولوژی                                  | جبر مجموعه‌ها ∪ اجتماع \ متمم نسبی ∩ اشتراک Δ تفاضل متقارن ترتیب کلی min کمینه max بیشینه توری‌ها ∧ کرانه تحتانی ∨ کرانه فوقانی | مجموعه‌ها × ضرب دکارتی ⊔ اجتماع منفصل ^ توان مجموعه‌ای گروه‌ها ⊕ حاصل‌جمع مستقیم ∗ حاصل‌ضرب آزاد ≀ produit en couronne مدول‌ها ⊗ ضرب تانسوری Hom هومومورفیزم Tor پیچش Ext extensions | درخت‌ها ∨ enracinement واریته‌های متصل # جمع متصل فضاهای نقطه‌دار ∨ bouquet ∧ smash produit ∗ joint |
| مقدماتی + جمع – تفریق × ضرب ÷ تقسیم ^ توان حسابی div خارج قسمت اقلیدسی mod باقی‌مانده اقلیدسی ∧ بزرگ‌ترین مقسوم‌علیه مشترک ∨ کوچک‌ترین مضرب مشترک ترکیباتی () ضریب دوجمله‌ای P جایگشت C ترکیب | ∪ cup-produit • حاصل‌ضرب اشتراک            | ترتیبی | مجموعه‌ها × ضرب دکارتی ⊔ اجتماع منفصل ^ توان مجموعه‌ای گروه‌ها ⊕ حاصل‌جمع مستقیم ∗ حاصل‌ضرب آزاد ≀ produit en couronne مدول‌ها ⊗ ضرب تانسوری Hom هومومورفیزم Tor پیچش Ext extensions | درخت‌ها ∨ enracinement واریته‌های متصل # جمع متصل فضاهای نقطه‌دار ∨ bouquet ∧ smash produit ∗ joint |
| مقدماتی + جمع – تفریق × ضرب ÷ تقسیم ^ توان حسابی div خارج قسمت اقلیدسی mod باقی‌مانده اقلیدسی ∧ بزرگ‌ترین مقسوم‌علیه مشترک ∨ کوچک‌ترین مضرب مشترک ترکیباتی () ضریب دوجمله‌ای P جایگشت C ترکیب | ∪ cup-produit • حاصل‌ضرب اشتراک            | + الحاق | مجموعه‌ها × ضرب دکارتی ⊔ اجتماع منفصل ^ توان مجموعه‌ای گروه‌ها ⊕ حاصل‌جمع مستقیم ∗ حاصل‌ضرب آزاد ≀ produit en couronne مدول‌ها ⊗ ضرب تانسوری Hom هومومورفیزم Tor پیچش Ext extensions | درخت‌ها ∨ enracinement واریته‌های متصل # جمع متصل فضاهای نقطه‌دار ∨ bouquet ∧ smash produit ∗ joint |
| منطق بولی |                                           | | |                                                                                                  |
| ∧ عطف منطقی | ∨ فصل منطقی                               | ⊕ یای انحصاری | ⇒ استلزام منطقی | ⇔ اگر و فقط اگر                                                                                  |